# ツナサンドイッチ
ツナサンドイッチ（英語: tuna sandwich, tuna fish sandwich, tuna salad sandwich）またはツナサンドは、ツナを使ったサンドイッチ。アメリカ合衆国では通例マヨネーズとセロリを加える。派生形としてツナボートサンドイッチ（tuna boat）、ツナメルトサンドイッチ（tuna melt）がある。
ツナサンドイッチは「ほとんどのアメリカ人の幼少期の主流」、ないし「ある世代のオフィスの昼食の定番」とされる。アメリカでは、ツナ缶の52%はツナサンドイッチの材料になっている。

## アメリカのツナサンドイッチ

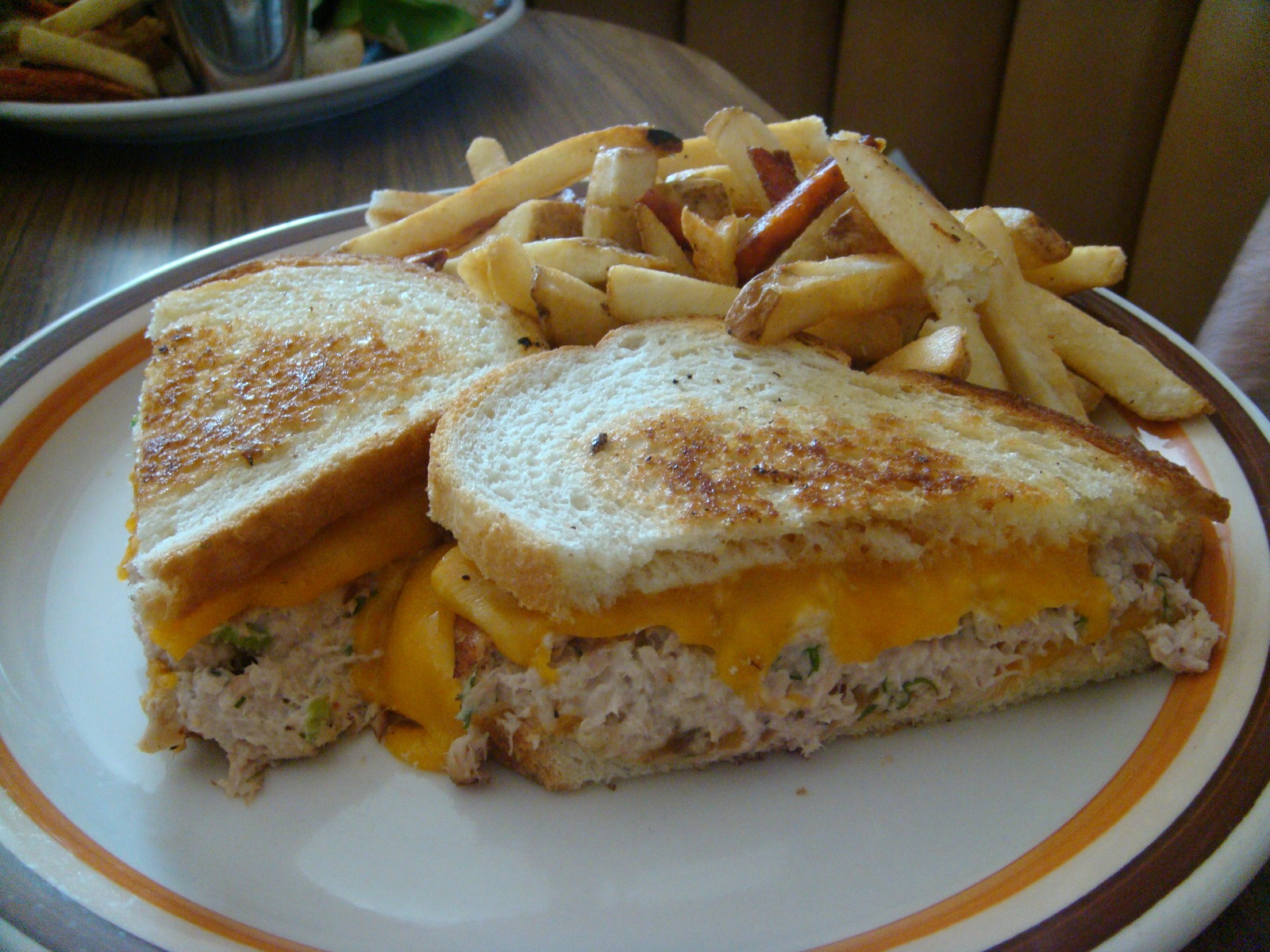
ツナメルトサンドイッチのフライドポテト添え

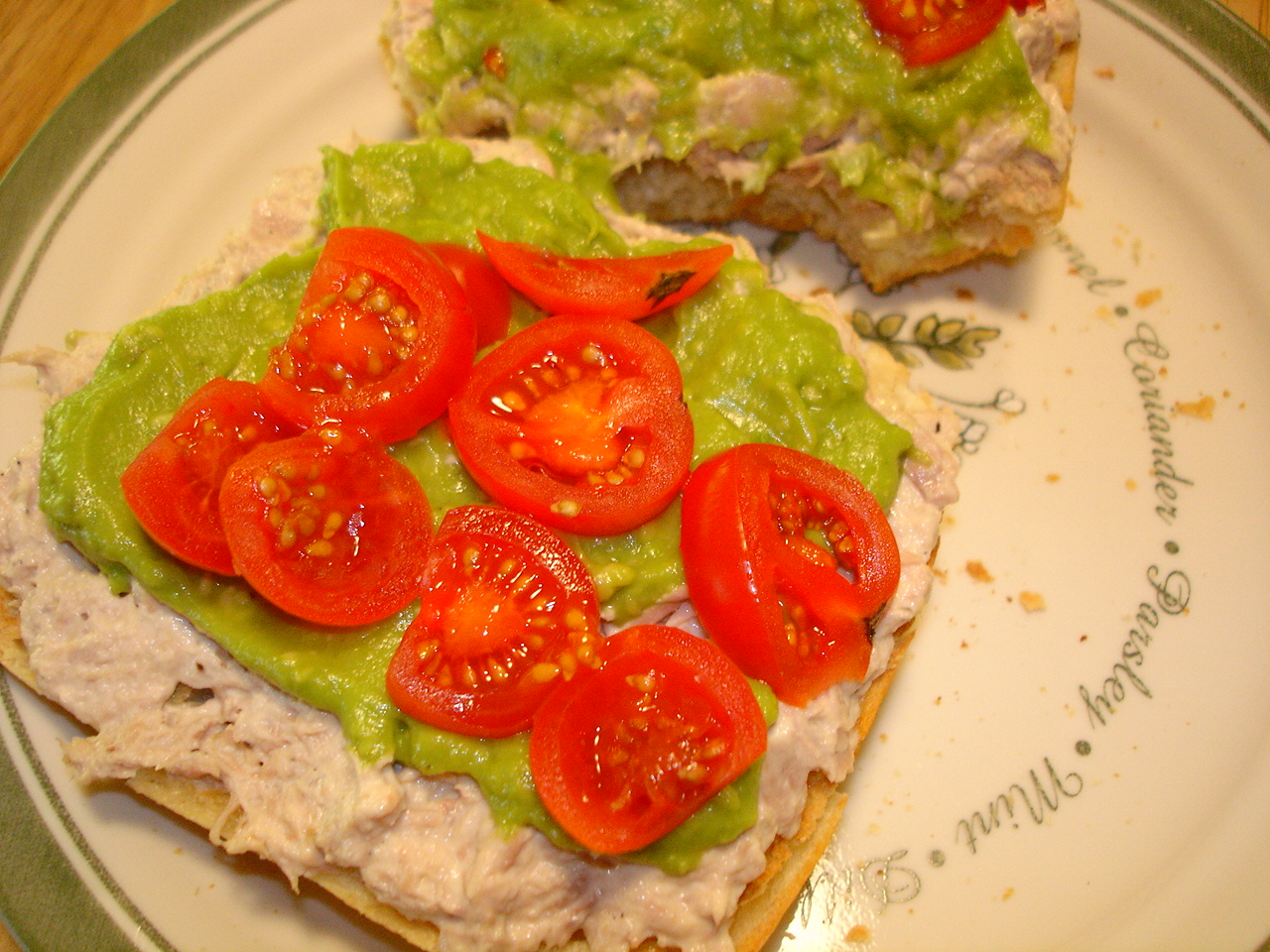
ワカモレとミニトマト入りのオープンツナサンドイッチ

ツナサンドイッチは、通常ツナ缶とマヨネーズにその他の材料を混ぜて作る。その他の材料には刻んだセロリ、ピクルス、レリッシュのピクルス、ゆで卵、タマネギ、キュウリ、ブラックオリーブなどを加える。マヨネーズの代わりにオリーブオイル、ミラクルホイップ、サラダクリーム、マスタード、ヨーグルトを使う人もいる。
好みに応じてレタスやトマトのほか、キュウリ、アボカドなどの野菜や果物をトッピングする。

### 栄養素
ツナは相対的に高タンパク質食品でω-3脂肪酸を豊富に含有する。100gのツナと白パンのトースト2枚で作られたツナサンドイッチのカロリーはおよそ287kcalで、うち96kcalは脂質（10.5g）由来である。他の栄養素は、タンパク質が20g、炭水化物が27gとなっている。ただし、StarKist社によるとツナの栄養素は漁獲水域や季節による変動が大きい。
よりサイズが大きい市販のツナサンドイッチは上記の値よりも大きくなる。6インチ（≒15.2cm）のサブウェイのツナサンドイッチは237gで480kcal（うち脂質由来230kcal）、ナトリウム580mg、タンパク質20g、炭水化物44gとなっている。

### 派生形
ツナメルトサンドイッチは溶けたチーズをツナやスライスしたトマトの上に乗せ、トーストではさんだメルトサンドイッチの一種である。ツナメルトサンドイッチは、アメリカンスナックの定番メニューである。ツナボートサンドイッチはホットドッグバンズか長いロールパンを使ったツナサンドイッチである。

## 日本のツナサンドイッチ

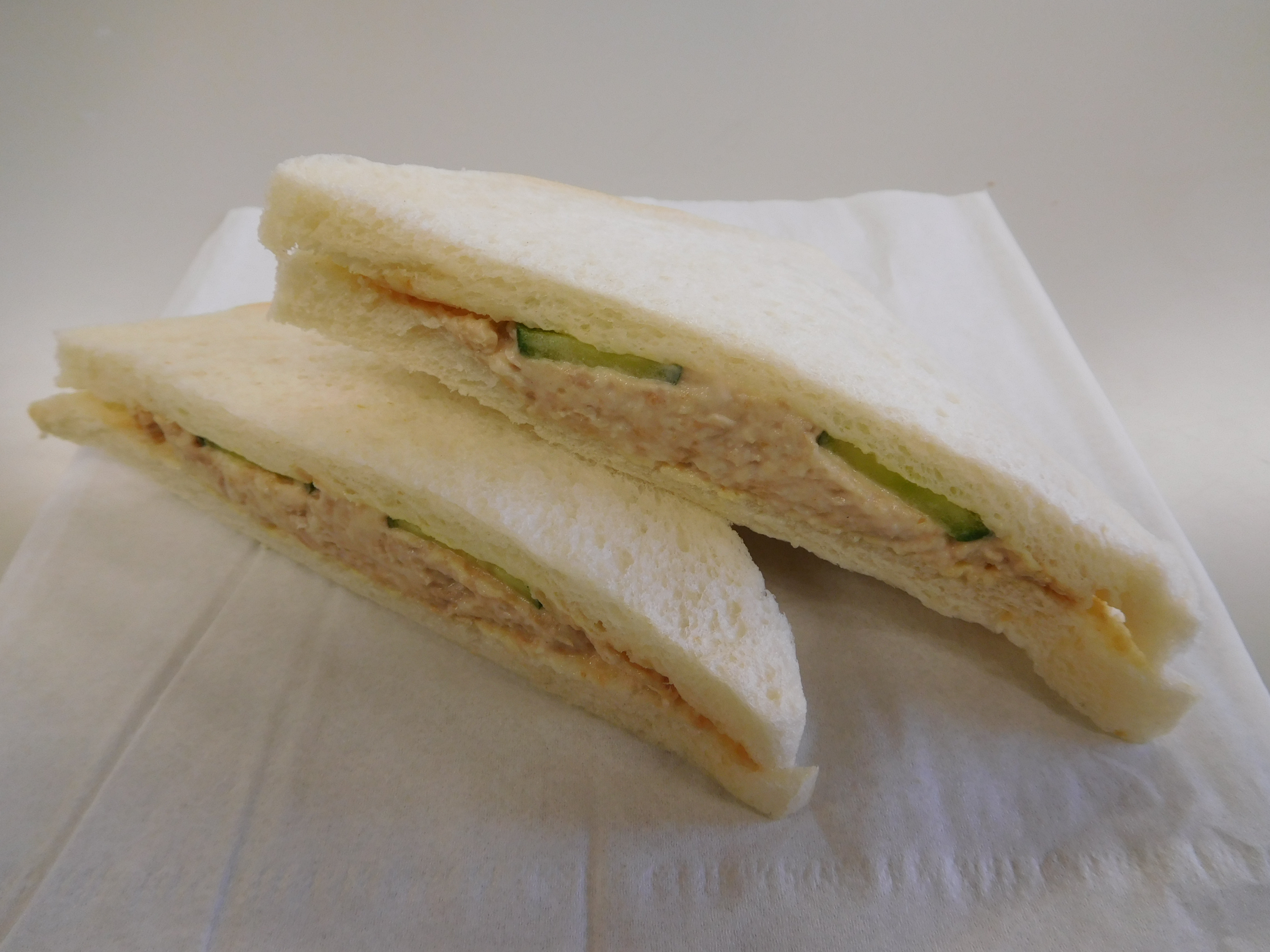
日本で市販されているツナサンドイッチ。

日本でも、ツナサンドイッチは定番のサンドイッチである。ツナ缶、食パン、タマネギ、マヨネーズのほか、レシピによりサラダ菜、バター、塩、黒コショウ、レモン汁、砂糖、ゆでたジャガイモなどを加える。山崎製パンの公開するレシピでは202kcalである。